# Райграс (род)
Райгра́с (лат. Arrhenathérum) — род злаковых травянистых растений.

## Ботаническое описание
Многолетние травы, иногда дающие короткие ползучие побеги. Стебли прямостоячие, высокие, обычно голые, реже волосистые под узлами, нижние их междоузлия иногда заметно вздутые. Листья с плоскими линейными шероховатыми пластинками, влагалища почти полностью расщеплённые, обычно голые и гладкие, реже с различным опушением.
Общее соцветие — метёлка. Веточки метёлки шероховатые. Колоски несколько сплюснутые с боков, двуцветковые. Нижний цветок тычиночный, на спинке нижней цветковой чешуи с длинной коленчато изогнутой остью, а верхний — обоеполый, с короткой остью или без неё. Нижняя колосковая чешуя в два раза короче колоска, с одной жилкой, верхняя — равная колоску по длине, с тремя жилками. Нижние цветковые чешуи на верхушке с двумя зубцами.

## Ареал
Представители рода распространены в Средиземноморском регионе, Юго-Западной Азии, один вид широко распространён в Европе.

## Таксономия
Научное название рода образовано от др.-греч. ἄρρην — «мужской» и ἀθήρ — «ость», что связано с наличием остей на тычиночных цветках соцветий.

### Синонимы
- Pseudarrhenatherum Rouy, 1921, nom. nov.
- Thorea Rouy, 1913, nom. illeg.
- Thoreochloa Holub, 1963, nom. superfl.

### Виды
- Arrhenatherum album (Vahl) Clayton
- Arrhenatherum calderae A.Hansen
- Arrhenatherum elatius (L.) P.Beauv. ex J.Presl & C.Presl — Райграс высокий
- Arrhenatherum kotschyi Boiss.
- Arrhenatherum longifolium (Thore) Dulac
- Arrhenatherum palaestinum Boiss.
- Arrhenatherum pallens (Link) Link